# Quinipissa
Els quinipissa eren un grup d'amerindis que vivien al baix riu Mississipi, a l'actual Louisiana, segons va informar René Robert Cavelier de La Salle en 1682.
A ells se'ls van unir els mougoulacha. El grup combinat va compartir una vila amb els bayogoula. En 1700 els bayogoula massacrar tant els quinipissa com els mougoulacha.

## Llengua
Els quinipissa podrien haver parlat la mateixa llengua que els mougoulacha i els bayogoula. Del bayogoula només hi ha el testimoni d'una sola paraula.
Albert Samuel Gatschet considera que el quinipissa formava part de la llengua muskogi Cha'hta de la costa basant-se en l'evidència que molts pobles d'aquesta zona parlaven la lingua franca mobilian jargon i tenien noms que semblen ser exònims de mobilian jargon o d'origen muskogi. Això és repetit per John Wesley Powell i John Reed Swanton. No obstant això, un mapa de Nicolas de Fer estableix que totes les nacions d'aquesta regió parlaven diferents idiomes i amb prou feines s'entenien. Per tant, no hi ha evidència lingüística real per concloure que els quinipissa són muskogi.